# 魯珀特海岸
75°45′S 141°0′W / 75.750°S 141.000°W
魯珀特海岸（英語：Ruppert Coast）是南極洲的海岸，屬於馬里伯地的一部分，處於布倫南角和伯克斯角之間，西面是桑德斯海岸，東面是霍布斯海岸，根據美國地質調查局的測量和該國海軍的空中照片繪入地圖。